# Batracomorphus ilia
Batracomorphus ilia är en insektsart som beskrevs av Knight 1983. Batracomorphus ilia ingår i släktet Batracomorphus och familjen dvärgstritar. Inga underarter finns listade i Catalogue of Life.